# Nikolai Piliugin

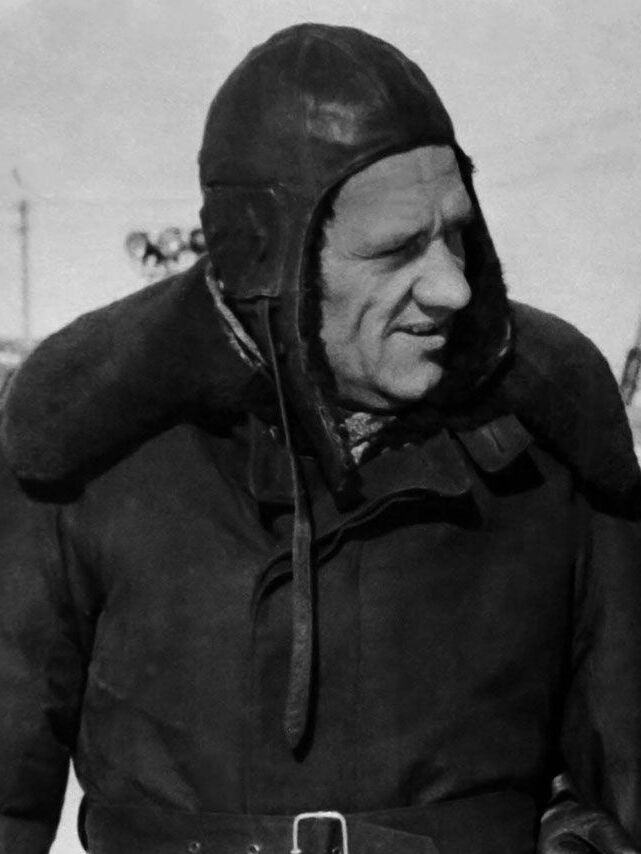
1947

Nikolai Alexeievitch Piliugin (em russo: Николай Алексеевич Пилюгин; * 18 de Maio de 1908 em Krasnoye Selo (Vila Vermelha); † 2 de Agosto de 1982 em Moscou), foi um engenheiro soviético especialista em sistemas de controle e navegação de mísseis, foguetes e satélites, tendo participado dos projetos do R-7 Semyorka e do Buran.